# SIVA
Pour les articles homonymes, voir Siva.
 (juillet 2016).
Si vous disposez d'ouvrages ou d'articles de référence ou si vous connaissez des sites web de qualité traitant du thème abordé ici, merci de compléter l'article en donnant les références utiles à sa vérifiabilité et en les liant à la section « Notes et références ».
SIVA (titre original : VALIS) est un roman de science-fiction écrit par Philip K. Dick, publié en 1981.
Premier tome de La Trilogie divine, il est suivi de L'Invasion divine (The Divine Invasion, 1981), La Transmigration de Timothy Archer (The Transmigration of Timothy Archer, 1982). L’œuvre Radio libre Albemuth (Radio Free Albemuth, 1985, écrit avant SIVA) a été par la suite rattachée à la trilogie comme un prologue[réf. nécessaire]. 
SIVA est l'acronyme de « Système Intelligent Vivant et Agissant » (en anglais : Vast Active Living Intelligence System).

## Résumé

### Horselover Fat
Le personnage principal de SIVA est Horselover Fat, un hétéronyme de Philip K. Dick. Horselover est la traduction anglaise du mot grec philippos signifiant amoureux des chevaux ; « Fat » est la traduction de l'allemand « Dick ».
Bien que le livre soit écrit à la première personne telle une autobiographie, Dick traite lui-même et Fat comme deux personnages distincts ; il décrit des conversations et des oppositions avec Fat, et critique vigoureusement ses opinions et écrits. Le thème principal de ces dialogues est la spiritualité, à cause de l'obsession maladive de Dick/Fat pour les religions et les philosophies, tels le christianisme, le taoïsme, le gnosticisme ou les analyses de Jung afin de le guérir d'une malédiction pour ce qu'il croit être simultanément une blessure cosmique et personnelle. Vers l'approche de la fin du livre la vision du Messie, incarnée par un enfant appelé Sophia (nom lié à la sagesse), le guérit temporairement de sa schizophrénie, et le narrateur décrit sa surprise de voir Horselover Fat disparaître.
Selon Sophia, Dick aurait créé son double pour ne pas avoir à affronter la mort de Gloria.

### Philip K. Dick
Dick, en tant que narrateur, conçoit rapidement dans le livre que la création du personnage de Horselover Fat lui permet d'avoir une plus grande objectivité. Ce travail de narration est également le moyen pour lui d'être un personnage calme, un contre-point pragmatique à la lente désintégration de Horselover.

## L'Exégèse de Philip K. Dick
SIVA est décrit comme un satellite non artificiel originaire de l'étoile Sirius dans la constellation du Grand Chien. Selon Dick, ce satellite devenu terrestre utilise un « faisceau laser rose » pour transférer des informations et projeter des hologrammes sur Terre pour faciliter la communication entre une espèce extraterrestre et l'humanité. Dick déclare que VALIS utilise un « stimuli désinhibant » pour communiquer, se servant de symboles pour déclencher une reconstitution de la mémoire génétique, savoir intrinsèque, grâce à l'anamnèse, c'est-à-dire la perte de l'amnésie. Se basant sur le platonisme et le gnosticisme, Dick écrit dans son Exégèse : « Il semblerait que nous ayons une mémoire collective, inscrite dans notre ADN, comme un ordinateur capable de penser. Bien que nous ayons correctement enregistré et emmagasiné des milliers d'années d'informations expérimentales, chacun de nous possède quelque chose de différent de toutes les autres formes de vie, qui fait qu'un dysfonctionnement intervient pour reconstituer cette mémoire et en extraire les données. »
À ce moment, Dick déclare être en transe avec SIVA, quand il l'a informé que son enfant était en danger de mort d'une maladie non identifiée. Des examens de contrôle n'ont pas montré de souci ou de maladie. Cependant, Dick a insisté pour que des tests plus poussés soient effectués sur son fils. Le médecin s'y est conformé en dépit du fait de n'avoir vu aucun symptôme apparent. Pendant ses examens, le docteur a découvert une hernie inguinale, qui aurait tué l'enfant si une opération n'avait pas été rapidement effectuée. Son fils a survécu grâce à l'opération, que Dick a attribué à « l'intervention » de SIVA.
Un autre évènement étrange est intervenu. La femme de Dick l'aurait entendu parler dans une langue étrangère et aurait découvert qu'il s'agissait de la koinè grecque, la langue parlée durant les années helléniques (du IIIe siècle av. J.-C. au IVe siècle ap. J.-C.) et père du grec actuel, qu'il n'a jamais étudié. Comme Dick l'a découvert plus tard, le koinè a été utilisé pour écrire le Nouveau Testament et la Septante. Cependant, ce n'était pas la première fois que Dick a expérimenté la xénoglossie. Une dizaine d'années plus tôt, Dick a déclaré qu'il était capable de parler, penser et lire couramment Latin sous l'influence du LSD des laboratoires Sandoz.

## La société Rhipidon
Les amis de Dick (et également auteurs de SF) K.W. Jeter (Kevin) et Tim Powers (David), personnages masqués dans ce roman, font aussi partie de la « société Rhipidon » au slogan « Les poissons ne peuvent pas porter d'armes ! ». Il est également dit que James P. Blaylock apparait dans le livre.

## Personnages principaux
- Phil : narrateur, auteur de livres de science-fiction
- Horselover Fat : narrateur
- Gloria Knudson : amie suicidée de Fat
- Kevin : ami de Fat, sceptique (basé sur la vie réelle de l'écrivain K.W. Jeter)
- Sherri Solvig : amie de Fat, morte d'un cancer lymphatique
- David : ami catholique de Fat
- Zebra : énergie pure, désincarnée, le Logos, information vivante, le Plasme, Dieu ; communique avec Fat
- SIVA : titre d'un film américain de science-fiction, apparait comme le satellite. Il contrôle la réalité, synonyme de Zebra (voir The Man Who Fell to Earth). Essentiellement une mise en abyme. C'est aussi l'histoire principale de Radio libre Albemuth, Dick rejette la version originale de SIVA (mais publié de manière posthume).
- Eric Lampton : rock star, réalisateur, acteur, alias « Mother Goose », David Bowie[réf. nécessaire]
- Linda Lampton : actrice
- Sophia : l'enfant-messie, incarnation de SIVA
- Brent Mini : compositeur de musique électronique (basé sur le musicien de musique électronique et d'ambiance Brian Eno)[réf. nécessaire]